# 冷泉政為
冷泉政為（れいぜい まさため、文安3年（1446年） - 大永3年（1523年）9月21日）は、室町時代中期の公卿。法名は暁覚。初名は冷泉成為。将軍足利義政から偏諱を受けて改名し、旧領土の山科小野荘を安堵された。永正7年（1510年）に播磨国に下向した後に、帰京して出家した。

## 官歴
- 時期不明：従五位上、侍従
- 康正2年（1456年）：正五位下、左少将
- 寛正2年（1461年）：従四位下、左中将
- 寛正7年（1466年）：従四位上
- 文明2年（1470年）：正四位下
- 文明7年（1475年）：従三位
- 文明9年（1477年）：参議
- 文明12年（1480年）：播磨権守
- 文明14年（1482年）：正三位
- 文明17年（1485年）：右権中将
- 延徳3年（1491年）：民部卿
- 明応2年（1493年）：従二位
- 明応7年（1498年）：正二位
- 永正3年（1506年）：権大納言
- 永正7年（1510年）：致仕

## 系譜
- 父：冷泉持為
- 子：冷泉為孝